# Frosinone Calcio 2016-2017
Questa voce raccoglie le informazioni riguardanti il Frosinone Calcio nelle competizioni ufficiali della stagione 2016-2017.

## Stagione
Nella stagione 2016-17, il Frosinone disputa il campionato di Serie B dopo una sola stagione nella massima serie. La panchina è stata affidata a Pasquale Marino dopo i quattro anni della gestione di Roberto Stellone. Prende parte alla Coppa Italia a partire dal secondo turno, nel quale supera (3-0) il Como, mentre nel terzo turno viene eliminato (2-0) dal Pescara. Nel campionato cadetto la squadra ciociara sfiora la promozione, raccoglie 74 punti dietro alla Spal prima con 78 punti, a pari punti 74 con l'Hellas Verona, che sale con i ferraresi direttamente in Serie A, grazie agli scontri diretti a favore, rispetto al Frosinone. Con il terzo posto così ottenuto, ii Frosinone è costretto a giocare i Play-off, ma nella doppia semifinale viene superato dal Carpi. Che poi perde la doppia finale con il Benevento, che sale nella massima serie come terza promossa. Due gli attaccanti ciociari in doppia cifra, con 17 reti Federico Dionisi e con 16 reti Daniel Ciofani.
La semifinale di ritorno contro il Carpi segna la fine di un’era: infatti sarà l’ultima partita disputata al Matusa, che dopo 85 anni verrà demolito per far spazio al “Parco del Matusa”, un’area verde pubblica. Il Frosinone, invece, si trasferirà nel nuovo e moderno Benito Stirpe.

## Divise e sponsor
Lo sponsor per la stagione 2016-2017 è la Banca Popolare del Frusinate, mentre lo sponsor tecnico è il marchio Legea.
| Casa | Trasferta | Terza Divisa |

## Organigramma societario
Area direttiva
- Presidente: Maurizio Stirpe
- Vice presidenti: Rosario Zoino,  Vittorio Ficchi[2]
- Responsabile finanza e controlli: Rosario Zoino
- Direttore generale: Ernesto Salvini

Area organizzativa
- Segretario generale: Raniero Pellegrini
- Segreteria sportiva: Anna Fanfarillo, Emanuele Fanì
- Delegato alla sicurezza: Sergio Pinata

Area comunicazione
- Responsabile: Domenico Verdone
- Promo & Management: Fabio Buttarazzi
- Sponsorship ed eventi: Giuseppe Capozzoli

Area tecnica
- Direttore sportivo: Marco Giannitti
- Allenatore: Pasquale Marino
- Vice-allenatore: Massimo Mezzini
- Collaboratore tecnico: Gianluca Capogna
- Preparatore dei portieri: Catello Senatore
- Preparatore atletico: Mauro Franzetti

## Rosa
| N. |                     | Ruolo | Calciatore                  |
| -- | ------------------- | ----- | --------------------------- |
| 1  | Italia (bandiera)   | P     | Massimo Zappino             |
| 3  | Italia (bandiera)   | D     | Roberto Crivello            |
| 4  | Italia (bandiera)   | D     | Adriano Russo               |
| 5  | Italia (bandiera)   | C     | Mirko Gori                  |
| 6  | Italia (bandiera)   | D     | Davide Bertoncini           |
| 6  | Ghana (bandiera)    | C     | Emmanuel Besea              |
| 7  | Italia (bandiera)   | C     | Alessandro Frara (capitano) |
| 8  | Austria (bandiera)  | C     | Robert Gucher               |
| 8  | Italia (bandiera)   | C     | Raffaele Maiello            |
| 9  | Italia (bandiera)   | A     | Daniel Ciofani              |
| 10 | Italia (bandiera)   | C     | Danilo Soddimo              |
| 11 | Germania (bandiera) | C     | Oliver Kragl                |
| 12 | Romania (bandiera)  | P     | Valentin Cojocaru           |
| 13 | Italia (bandiera)   | D     | Matteo Ciofani              |
| 15 | Italia (bandiera)   | D     | Lorenzo Ariaudo             |

| N. |                         | Ruolo | Calciatore         |
| -- | ----------------------- | ----- | ------------------ |
| 16 | Italia (bandiera)       | A     | Michele Volpe      |
| 17 | Italia (bandiera)       | A     | Luca Paganini      |
| 18 | Italia (bandiera)       | A     | Federico Dionisi   |
| 19 | Italia (bandiera)       | A     | Andrea Cocco       |
| 19 | RD del Congo (bandiera) | A     | Benjamin Mokulu    |
| 20 | Ucraina (bandiera)      | C     | Vyacheslav Churko  |
| 21 | Italia (bandiera)       | C     | Paolo Sammarco     |
| 22 | Italia (bandiera)       | P     | Francesco Bardi    |
| 23 | Italia (bandiera)       | D     | Nicolò Brighenti   |
| 24 | Ucraina (bandiera)      | D     | Vasyl' Pryjma      |
| 26 | Italia (bandiera)       | D     | Emanuele Terranova |
| 27 | Italia (bandiera)       | D     | Antonio Mazzotta   |
| 29 | Italia (bandiera)       | D     | Riccardo Fiamozzi  |
| 31 | Croazia (bandiera)      | D     | Petar Mamić        |
| 32 | Slovenia (bandiera)     | D     | Luka Krajnc        |

## Calciomercato

### Sessione estiva(dall'1/07/2016 al 31/08/2016)
| Acquisti | Acquisti           | Acquisti | Acquisti                                          |
| R.       | Nome               | da       | Modalità                                          |
| -------- | ------------------ | -------- | ------------------------------------------------- |
| P        | Francesco Bardi    | Inter    | prestito con diritto di riscatto e controriscatto |
| D        | Vasyl' Pryjma      |          | svincolato                                        |
| D        | Davide Bertoncini  | Modena   | fine prestito                                     |
| D        | Fabio Formato      | Prato    | fine prestito                                     |
| D        | Nicolò Brighenti   | Vicenza  | definitivo                                        |
| D        | Antonio Mazzotta   | Pescara  | prestito con diritto di riscatto                  |
| D        | Lorenzo Ariaudo    | Sassuolo | definitivo                                        |
| C        | Daniele Altobelli  | Ascoli   | fine prestito                                     |
| C        | Vyacheslav Churko  | Šachtar  | prestito con diritto di riscatto                  |
| A        | Giuliano Regolanti | Prato    | fine prestito                                     |
| A        | Andrea Cocco       | Pescara  | prestito con diritto di riscatto                  |

| Cessioni | Cessioni             | Cessioni      | Cessioni      |
| R.       | Nome                 | a             | Modalità      |
| -------- | -------------------- | ------------- | ------------- |
| P        | Nicola Leali         | Juventus      | fine prestito |
| P        | Francesco Bardi      | Inter         | fine prestito |
| D        | Daniel Pavlović      | Grasshoppers  | fine prestito |
| D        | Aleandro Rosi        | Genoa         | fine prestito |
| D        | Arlind Ajeti         |               | svincolato    |
| D        | Vasyl' Pryjma        | Torino        | fine prestito |
| D        | Leonardo Blanchard   | Carpi         | definitivo    |
| D        | Fabio Formato        | Sangiovannese | definitivo    |
| C        | Raman Chibsah        | Sassuolo      | fine prestito |
| C        | Aleksandăr Tonev     |               | svincolato    |
| C        | Daniele Altobelli    | Pro Vercelli  | definitivo    |
| A        | Massimiliano Carlini |               | svincolato    |
| A        | Samuele Longo        | Inter         | fine prestito |
| A        | Giuliano Regolanti   |               | svincolato    |

### Sessione invernale(dal 03/01/2017 al 31/01/2017)
| Acquisti | Acquisti           | Acquisti | Acquisti                         |
| R.       | Nome               | da       | Modalità                         |
| -------- | ------------------ | -------- | -------------------------------- |
| P        | Valentin Cojocaru  | Crotone  | prestito                         |
| D        | Luka Krajnc        | Cagliari | prestito con diritto di riscatto |
| D        | Riccardo Fiamozzi  | Genoa    | prestito con diritto di riscatto |
| D        | Emanuele Terranova | Sassuolo | definitivo                       |
| C        | Raffaele Maiello   | Napoli   | prestito con diritto di riscatto |
| C        | Emmanuel Besea     | Modena   | definitivo                       |
| A        | Benjamin Mokulu    | Avellino | prestito con diritto di riscatto |

| Cessioni | Cessioni           | Cessioni     | Cessioni      |
| R.       | Nome               | a            | Modalità      |
| -------- | ------------------ | ------------ | ------------- |
| P        | Francesco Faiella  | Albalonga    | prestito      |
| D        | Giacomo Potenziani | Delta Rovigo | definitivo    |
| D        | Matteo Belvisi     | Rieti        | prestito      |
| D        | Davide Bertoncini  |              | svincolato    |
| C        | Robert Gucher      | Vicenza      | definitivo    |
| A        | Andrea Cocco       | Pescara      | fine prestito |
| A        | Marco Preti        | Rieti        | prestito      |

### Trasferimenti dopo la sessione invernale
| Acquisti | Acquisti    | Acquisti        | Acquisti   |
| R.       | Nome        | da              | Modalità   |
| -------- | ----------- | --------------- | ---------- |
| D        | Petar Mamić | Dinamo Zagabria | definitivo |

| Cessioni | Cessioni | Cessioni | Cessioni |
| R.       | Nome     | a        | Modalità |
| -------- | -------- | -------- | -------- |

## Risultati

### Serie B

#### Girone di andata
| Arbitro: | Saia (Palermo) |

|                            |           |  |
| Russo 45+1’ D. Ciofani 60’ | Marcatori |  |

| Arbitro: | Di Paolo (Avezzano) |

|                                 |           |  |
| Morosini 9’ And. Caracciolo 64’ | Marcatori |  |

| Arbitro: | Pasqua (Tivoli) |

|                  |           |            |
| Dionisi 52’, 64’ | Marcatori | 87’ Acosty |

| Modena 16 settembre 2016, ore 21:00 4ª giornata | Carpi                  | 0 – 0 | Frosinone | Stadio Alberto Braglia (1729 spett.)\| Arbitro: \| Manganiello (Pinerolo) \| |
| Arbitro:                                        | Manganiello (Pinerolo) |       |           |                                                                              |

| Frosinone 20 settembre 2016, ore 20:30 5ª giornata | Frosinone        | 0 – 0 | Pisa | Stadio Matusa (5423 spett.)\| Arbitro: \| Minelli (Varese) \| |
| Arbitro:                                           | Minelli (Varese) |       |      |                                                               |

| Arbitro: | Sacchi (Macerata) |

|                                |           |  |
| Pazzini 20’ (rig.), 47’ (rig.) | Marcatori |  |

| Arbitro: | Abbattista (Molfetta) |

|             |           |                         |
| Dionisi 18’ | Marcatori | 28’ Di Carmine 76’ Dezi |

| Arbitro: | La Penna (Roma) |

|                           |           |                                        |
| Chiaretti 32’ Litteri 60’ | Marcatori | 17’ Pryjma 37’ Paganini 47’ D. Ciofani |

| Arbitro: | Ghersini (Genova) |

|                                 |           |             |
| Dionisi 33’, 45+1’ Sammarco 58’ | Marcatori | 76’ Daprelà |

| Arbitro: | Nasca (Bari) |

|            |           |                |
| Pucino 60’ | Marcatori | 71’ D. Ciofani |

| Arbitro: | Pinzani (Empoli) |

|                             |           |           |
| Paganini 10’ D. Ciofani 35’ | Marcatori | 15’ Giani |

| Arbitro: | Pasqua (Tivoli) |

|                             |           |           |
| Paganini 19’ D. Ciofani 72’ | Marcatori | 54’ Ciano |

| Arbitro: | Pezzuto (Lecce) |

|  |           |                       |
|  | Marcatori | 30’ (rig.) D. Ciofani |

| Arbitro: | Illuzzi (Molfetta) |

|                                 |           |           |
| Soddimo 42’, 76’ D. Ciofani 54’ | Marcatori | 57’ Cacia |

| Arbitro: | La Penna (Roma) |

|                |           |                       |
| G. Sansone 70’ | Marcatori | 49’ Cocco 80’ Ariaudo |

| Arbitro: | Marini (Roma) |

|             |           |                     |
| Ariaudo 12’ | Marcatori | 41’ (rig.) Avenatti |

| La Spezia 3 dicembre 2016, ore 15:00 17ª giornata | Spezia           | 0 – 0 | Frosinone | Stadio Alberto Picco (6732 spett.)\| Arbitro: \| Minelli (Varese) \| |
| Arbitro:                                          | Minelli (Varese) |       |           |                                                                      |

| Arbitro: | Abbattista (Molfetta) |

|             |           |                          |
| Soddimo 23’ | Marcatori | 13’ Rosina 68’, 84’ Coda |

| Arbitro: | Manganiello (Pinerolo) |

|              |           |                                                     |
| Coronado 46’ | Marcatori | 10’ Dionisi 54’ D. Ciofani 57’ M. Ciofani 74’ Kragl |

| Arbitro: | Ghersini (Genova) |

|                              |           |                                 |
| Kragl 27’ Dionisi 60’, 90+5’ | Marcatori | 52’ Lucioni 73’ (rig.) Ceravolo |

| Arbitro: | Serra (Torino) |

|                    |           |  |
| La Mantia 15’, 64’ | Marcatori |  |

#### Girone di ritorno
| Arbitro: | Pinzani (Empoli) |

|                            |           |            |
| Troiano 90+1’ Caputo 90+5’ | Marcatori | 2’ Dionisi |

| Arbitro: | Chiffi (Padova) |

|             |           |  |
| Ariaudo 37’ | Marcatori |  |

| Arbitro: | Manganiello (Pinerolo) |

|  |           |                    |
|  | Marcatori | 38’ (rig.) Dionisi |

| Arbitro: | Nasca (Bari) |

|               |           |  |
| Terranova 20’ | Marcatori |  |

| Pisa 19 febbraio 2017, ore 15:00 26ª giornata | Pisa              | 0 – 0 | Frosinone | Stadio Arena Garibaldi-Romeo Anconetani (8645 spett.)\| Arbitro: \| Ghersini (Genova) \| |
| Arbitro:                                      | Ghersini (Genova) |       |           |                                                                                          |

| Arbitro: | Chiffi (Padova) |

|                       |           |  |
| D. Ciofani 15’ (rig.) | Marcatori |  |

| Arbitro: | Abisso (Palermo) |

|              |           |           |
| Nicastro 72’ | Marcatori | 15’ Kragl |

| Arbitro: | Minelli (Varese) |

|                |           |                |
| D. Ciofani 33’ | Marcatori | 62’ Bartolomei |

| Arbitro: | La Penna (Roma) |

|            |           |  |
| Furlan 61’ | Marcatori |  |

| Arbitro: | Saia (Palermo) |

|                       |           |                     |
| Dionisi 33’, 73’, 81’ | Marcatori | 90+4’ (rig.) Pucino |

| Arbitro: | Manganiello (Pinerolo) |

|  |           |                            |
|  | Marcatori | 53’ D. Ciofani 60’ Ariaudo |

| Arbitro: | Ros (Pordenone) |

|           |           |              |
| Cocco 21’ | Marcatori | 90+1’ Mokulu |

| Arbitro: | Marini (Roma) |

|             |           |                 |
| Dionisi 15’ | Marcatori | 80’ L. Castaldo |

| Arbitro: | Serra (Torino) |

|               |           |             |
| Favilli 90+5’ | Marcatori | 77’ Dionisi |

| Arbitro: | Abisso (Palermo) |

|                                  |           |                                       |
| D. Ciofani 22’ (rig.) Mokulu 90’ | Marcatori | 12’, 64’ Macheda 35’ (rig.) Gălăbinov |

| Arbitro: | Abbattista (Molfetta) |

|                  |           |  |
| Palombi 65’, 74’ | Marcatori |  |

| Arbitro: | Pinzani (Empoli) |

|                            |           |  |
| Dionisi 61’ D. Ciofani 90’ | Marcatori |  |

| Arbitro: | Pasqua (Tivoli) |

|                 |           |                                                         |
| Coda 89’ (rig.) | Marcatori | 8’ Mazzotta 16’ (aut.) Bittante 45+6’ (rig.) D. Ciofani |

| Arbitro: | Di Paolo (Avezzano) |

|             |           |  |
| Dionisi 11’ | Marcatori |  |

| Arbitro: | La Penna (Roma) |

|                           |           |                |
| Pușcaș 43’ Ceravolo 90+3’ | Marcatori | 57’ D. Ciofani |

| Arbitro: | Manganiello (Pinerolo) |

|                                  |           |               |
| D. Ciofani 13’ Legati 29’ (aut.) | Marcatori | 58’ La Mantia |

#### Play-off
| Carpi 26 maggio 2017, ore 20:30 Semifinale - Andata | Carpi           | 0 – 0 | Frosinone | Stadio Sandro Cabassi (4217 spett.)\| Arbitro: \| Chiffi (Padova) \| |
| Arbitro:                                            | Chiffi (Padova) |       |           |                                                                      |

| Arbitro: | Ghersini (Genova) |

|  |           |             |
|  | Marcatori | 86’ Letizia |

### Coppa Italia

#### Turni preliminari
| Arbitro: | Marinelli (Tivoli) |

|                                              |           |  |
| Paganini 14’ Frara 56’ D. Ciofani 78’ (rig.) | Marcatori |  |

| Arbitro: | Damato (Barletta) |

|                |           |  |
| Verre 19’, 51’ | Marcatori |  |

## Statistiche

### Statistiche di squadra
| Competizione | Punti | In casa | In casa | In casa | In casa | In casa | In casa | In trasferta | In trasferta | In trasferta | In trasferta | In trasferta | In trasferta | Totale | Totale | Totale | Totale | Totale | Totale |
| Competizione | Punti | G       | V       | N       | P       | Gf      | Gs      | G            | V            | N            | P            | Gf           | Gs           | G      | V      | N      | P      | Gf     | Gs     |
| ------------ | ----- | ------- | ------- | ------- | ------- | ------- | ------- | ------------ | ------------ | ------------ | ------------ | ------------ | ------------ | ------ | ------ | ------ | ------ | ------ | ------ |
| Serie B      | 74    | 21      | 14      | 4       | 3       | 35      | 20      | 21           | 7            | 7            | 7            | 22           | 22           | 42     | 21     | 11     | 10     | 57     | 42     |
| Play-off     | -     | 1       | 0       | 0       | 1       | 0       | 1       | 1            | 0            | 1            | 0            | 0            | 0            | 2      | 0      | 1      | 1      | 0      | 1      |
| Coppa Italia | -     | 1       | 1       | 0       | 0       | 3       | 0       | 1            | 0            | 0            | 1            | 0            | 2            | 2      | 1      | 0      | 1      | 3      | 2      |
| Totale       |       | 23      | 15      | 4       | 4       | 38      | 21      | 23           | 7            | 8            | 8            | 22           | 24           | 46     | 22     | 12     | 12     | 60     | 45     |

### Andamento in campionato
| Giornata  | 1 | 2 | 3 | 4 | 5 | 6 | 7  | 8  | 9 | 10 | 11 | 12 | 13 | 14 | 15 | 16 | 17 | 18 | 19 | 20 | 21 | 22 | 23 | 24 | 25 | 26 | 27 | 28 | 29 | 30 | 31 | 32 | 33 | 34 | 35 | 36 | 37 | 38 | 39 | 40 | 41 | 42 |
| --------- | - | - | - | - | - | - | -- | -- | - | -- | -- | -- | -- | -- | -- | -- | -- | -- | -- | -- | -- | -- | -- | -- | -- | -- | -- | -- | -- | -- | -- | -- | -- | -- | -- | -- | -- | -- | -- | -- | -- | -- |
| Luogo     | C | T | C | T | C | T | C  | T  | C | T  | C  | C  | T  | C  | T  | C  | T  | C  | T  | C  | T  | T  | C  | T  | C  | T  | C  | T  | C  | T  | C  | T  | T  | C  | T  | C  | T  | C  | T  | C  | T  | C  |
| Risultato | V | P | V | N | N | P | P  | V  | V | N  | V  | V  | V  | V  | V  | N  | N  | P  | V  | V  | P  | P  | V  | V  | V  | N  | V  | N  | N  | P  | V  | V  | N  | N  | N  | P  | P  | V  | V  | V  | P  | V  |
| Posizione | 4 | 8 | 3 | 5 | 6 | 9 | 12 | 11 | 7 | 9  | 5  | 4  | 3  | 2  | 2  | 2  | 2  | 4  | 2  | 2  | 2  | 3  | 2  | 2  | 1  | 1  | 1  | 1  | 1  | 3  | 2  | 1  | 1  | 1  | 2  | 3  | 3  | 3  | 3  | 3  | 3  | 3  |

Fonte:  CLASSIFICA SERIE B 16/17, su legab.it. URL consultato il 1º ottobre 2016 (archiviato dall'url originale il 22 maggio 2017).
Legenda:

Luogo: C = Casa; T = Trasferta. Risultato: V = Vittoria; N = Pareggio; P = Sconfitta.